# Crato (Ceará)
Pour les articles homonymes, voir Crato.
Crato est une ville brésilienne de l'État du Ceará. Sa population était estimée à 129 662 habitants en 2016. La municipalité s'étend sur 1 009 km2.

## Maires
| Période | Période | Identité                        | Étiquette | Qualité |
| ------- | ------- | ------------------------------- | --------- | ------- |
| 2009    | 2012    | Samuel Vilar de Alencar Araripe | PSDB      |         |

## Personnalités liées
- Alvaro Bomilcar (1874-1957), écrivain brésilien
- Héron de Alencar (1921-1972), universitaire brésilien
- Marcos Ceará (né en 1980), footballeur brésilien
- Cícero Romão Batista (1844-1934), connu comme Padre Cícero
- Sérvulo Esmeraldo (1929-2017), artiste peintre, graveur et sculpteur